# Motaz Hawsawi
Motaz Hawsawi (in arabo معتز هوساوي‎?; 17 febbraio 1992) è un calciatore saudita, difensore svincolato.

## Statistiche

### Presenze e reti nei club
Statistiche aggiornate al 3 febbraio 2025
| Stagione          | Squadra           | Campionato        | Campionato | Campionato | Coppe nazionali | Coppe nazionali | Coppe nazionali | Coppe continentali | Coppe continentali | Coppe continentali | Altre coppe | Altre coppe | Altre coppe | Totale | Totale |
| Stagione          | Squadra           | Comp              | Pres       | Reti       | Comp            | Pres            | Reti            | Comp               | Pres               | Reti               | Comp        | Pres        | Reti        | Pres   | Reti   |
| ----------------- | ----------------- | ----------------- | ---------- | ---------- | --------------- | --------------- | --------------- | ------------------ | ------------------ | ------------------ | ----------- | ----------- | ----------- | ------ | ------ |
| 2014-2015         | Al-Ahli           | SPL               | 22         | 0          | CS+KCC          | 5+1             | 2+0             | AFC                | 4+1                | 0                  |             | -           | -           | 33     | 2      |
| 2015-2016         | Al-Ahli           | SPL               | 21         | 0          | CS+KCC          | 4+3             | 1+1             | AFC                | 2                  | 1                  |             | -           | -           | 30     | 3      |
| 2016-2017         | Al-Ahli           | SPL               | 17         | 2          | CS+KCC          | 1+2             | 1+1             | AFC                | 8                  | 0                  | SS          | 1           | 0           | 29     | 4      |
| 2017-2018         | Al-Ahli           | SPL               | 23         | 3          | KCC             | 2               | 0               | AFC                | 7                  | 0                  |             | -           | -           | 32     | 3      |
| 2018-2019         | Al-Ahli           | SPL               | 1          | 0          | CCA+KCC         | 0               | 0               | AFC                | 0                  | 0                  |             | -           | -           | 1      | 0      |
| 2019-2020         | Al-Ahli           | SPL               | 8          | 0          | KCC             | 1               | 0               | AFC                | 5+1                | 0                  |             | -           | -           | 15     | 0      |
| 2020-2021         | Al-Ahli           | SPL               | 23         | 1          | KCC             | 0               | 0               | AFC                | 6                  | 0                  |             | -           | -           | 29     | 1      |
| 2021-gen.2022     | Al-Ahli           | SPL               | 3          | 0          | KCC             | 1               | 0               | -                  | -                  | -                  |             | -           | -           | 4      | 0      |
| Totale Al-Ahli    | Totale Al-Ahli    | Totale Al-Ahli    | 118        | 6          |                 | 20              | 6               |                    | 34                 | 1                  |             | 1           | 0           | 173    | 13     |
| gen.- giu.2022    | Al-Taawoun        | SPL               | 5          | 0          | KCC             | 0               | 0               | AFC                | 3+1                | 0                  |             | -           | -           | 9      | 0      |
| 2022-2023         | Al-Taawoun        | SPL               | 1          | 0          | KCC             | 0               | 0               | -                  | -                  | -                  |             | -           | -           | 1      | 0      |
| Totale Al-Taawoun | Totale Al-Taawoun | Totale Al-Taawoun | 6          | 0          |                 | 0               | 0               |                    | 4                  | 0                  |             | 0           | 0           | 10     | 0      |
| Totale carriera   | Totale carriera   | Totale carriera   | 124        | 6          |                 | 20              | 6               |                    | 38                 | 1                  |             | 1           | 0           | 183    | 13     |

### Cronologia presenze e reti in nazionale
| Cronologia completa delle presenze e delle reti in nazionale ― Arabia Saudita | Cronologia completa delle presenze e delle reti in nazionale ― Arabia Saudita | Cronologia completa delle presenze e delle reti in nazionale ― Arabia Saudita | Cronologia completa delle presenze e delle reti in nazionale ― Arabia Saudita | Cronologia completa delle presenze e delle reti in nazionale ― Arabia Saudita | Cronologia completa delle presenze e delle reti in nazionale ― Arabia Saudita | Cronologia completa delle presenze e delle reti in nazionale ― Arabia Saudita | Cronologia completa delle presenze e delle reti in nazionale ― Arabia Saudita |
| Data                                                                          | Città                                                                         | In casa                                                                       | Risultato                                                                     | Ospiti                                                                        | Competizione                                                                  | Reti                                                                          | Note                                                                          |
| ----------------------------------------------------------------------------- | ----------------------------------------------------------------------------- | ----------------------------------------------------------------------------- | ----------------------------------------------------------------------------- | ----------------------------------------------------------------------------- | ----------------------------------------------------------------------------- | ----------------------------------------------------------------------------- | ----------------------------------------------------------------------------- |
| 5-12-2012                                                                     | Jeddah                                                                        | Arabia Saudita                                                                | 2 – 1                                                                         | Zambia                                                                        | Amichevole                                                                    | -                                                                             | 75’                                                                           |
| 15-12-2012                                                                    | Al-Farwaniyya                                                                 | Bahrein                                                                       | 1 – 0                                                                         | Arabia Saudita                                                                | Campionato dell'Asia occidentale 2012                                         | -                                                                             |                                                                               |
| 28-12-2013                                                                    | Doha                                                                          | Palestina                                                                     | 0 – 0                                                                         | Arabia Saudita                                                                | Campionato dell'Asia occidentale                                              | -                                                                             |                                                                               |
| 31-12-2013                                                                    | Doha                                                                          | Qatar                                                                         | 4 – 1                                                                         | Arabia Saudita                                                                | Campionato dell'Asia occidentale                                              | -                                                                             | 45’                                                                           |
| 24-5-2014                                                                     | Jerez                                                                         | Arabia Saudita                                                                | 0 – 4                                                                         | Moldavia                                                                      | Amichevole                                                                    | -                                                                             | 77’                                                                           |
| 29-5-2014                                                                     | Jerez                                                                         | Arabia Saudita                                                                | 0 – 2                                                                         | Georgia                                                                       | Amichevole                                                                    | -                                                                             | 46’                                                                           |
| 6-11-2014                                                                     | Dammam                                                                        | Arabia Saudita                                                                | 2 – 0                                                                         | Palestina                                                                     | Amichevole                                                                    | -                                                                             |                                                                               |
| 30-12-2014                                                                    | Geelong                                                                       | Bahrein                                                                       | 4 – 1                                                                         | Arabia Saudita                                                                | Amichevole                                                                    | -                                                                             | 46’                                                                           |
| 30-3-2015                                                                     | Dammam                                                                        | Arabia Saudita                                                                | 2 – 1                                                                         | Giordania                                                                     | Amichevole                                                                    | -                                                                             |                                                                               |
| 24-8-2016                                                                     | Doha                                                                          | Arabia Saudita                                                                | 4 – 0                                                                         | Laos                                                                          | Amichevole                                                                    | -                                                                             | 46’                                                                           |
| 6-10-2016                                                                     | Riad                                                                          | Arabia Saudita                                                                | 2 – 2                                                                         | Australia                                                                     | Qual. Mondiali 2018                                                           | -                                                                             | 69’                                                                           |
| 11-10-2016                                                                    | Gedda                                                                         | Arabia Saudita                                                                | 3 – 0                                                                         | Emirati Arabi Uniti                                                           | Qual. Mondiali 2018                                                           | -                                                                             | 90+2’                                                                         |
| 23-3-2017                                                                     | Bangkok                                                                       | Thailandia                                                                    | 0 – 3                                                                         | Arabia Saudita                                                                | Qual. Mondiali 2018                                                           | -                                                                             |                                                                               |
| 5-9-2017                                                                      | Gedda                                                                         | Arabia Saudita                                                                | 1 – 0                                                                         | Giappone                                                                      | Qual. Mondiali 2018                                                           | -                                                                             | 76’                                                                           |
| 10-11-2017                                                                    | Viseu                                                                         | Portogallo                                                                    | 3 – 0                                                                         | Arabia Saudita                                                                | Amichevole                                                                    | -                                                                             |                                                                               |
| 26-2-2018                                                                     | Gedda                                                                         | Arabia Saudita                                                                | 3 – 0                                                                         | Moldavia                                                                      | Amichevole                                                                    | -                                                                             | 69’                                                                           |
| 27-3-2018                                                                     | Bruxelles                                                                     | Belgio                                                                        | 4 – 0                                                                         | Arabia Saudita                                                                | Amichevole                                                                    | -                                                                             | 43’ 86’                                                                       |
| 28-5-2018                                                                     | San Gallo                                                                     | Italia                                                                        | 2 – 1                                                                         | Arabia Saudita                                                                | Amichevole                                                                    | -                                                                             | 90+4’                                                                         |
| 3-6-2018                                                                      | San Gallo                                                                     | Arabia Saudita                                                                | 0 – 3                                                                         | Perù                                                                          | Amichevole                                                                    | -                                                                             |                                                                               |
| 25-6-2018                                                                     | Volgograd                                                                     | Arabia Saudita                                                                | 2 – 1                                                                         | Egitto                                                                        | Mondiali 2018 - 1º turno                                                      | -                                                                             |                                                                               |
| 10-9-2018                                                                     | Riad                                                                          | Arabia Saudita                                                                | 2 – 2                                                                         | Bolivia                                                                       | Amichevole                                                                    | -                                                                             | 46’                                                                           |
| Totale                                                                        |                                                                               | Presenze                                                                      | 21                                                                            |                                                                               | Reti                                                                          | 0                                                                             |                                                                               |